# Anca Tănase
Anca Tănase (Bunești, 1968. március 15. –) olimpiai és világbajnok román evezős. Férje Iulică Ruican olimpiai bajnok evezős.

## Pályafutása
Az 1996-os atlantai olimpián nyolcasban aranyérmes lett társaival. 1989 és 1997 között két világbajnoki arany-, két ezüst-, és egy bronzérmet szerzett.

## Sikerei, díjai
- Olimpiai játékok – nyolcas
  - aranyérmes: 1996, Atlanta
- Világbajnokság
  - aranyérmes (2): 1993, 1997 (nyolcas)
  - ezüstérmes (2): 1995 (nyolcas), 1997 (kormányos nélküli négyes)
  - bronzérmes: 1994 (nyolcas)